# Reedsburg
Reedsburg is een plaats (city) in de Amerikaanse staat Wisconsin, en valt bestuurlijk gezien onder Sauk County.

## Demografie
Bij de volkstelling in 2000 werd het aantal inwoners vastgesteld op 7827. In 2006 is het aantal inwoners door het United States Census Bureau geschat op 8533, een stijging van 706 (9,0%).

## Geografie
Volgens het United States Census Bureau beslaat de plaats een oppervlakte van 13,5 km², geheel bestaande uit land.

## Plaatsen in de nabije omgeving
De onderstaande figuur toont nabijgelegen plaatsen in een straal van 16 km rond Reedsburg.

## Geboren in Reedsburg
- Marga Richter (1926-2020), pianiste en componiste